# Indian Mission
Indian Mission est un jeu vidéo d'aventure développé et édité par Coktel Vision. Il est sorti en 1988 sur DOS, Amiga, Atari ST, Thomson Gamme MOTO.

## Accueil
- Aktueller Software Markt : 5/12[1]